# Короваи (язык)
Короваи (Kolufaup) представляет собой папуасский язык в Новой Гвинее, Индонезия. На нём говорят представители племени короваи, обитающее в юго-восточной части индонезийской провинции Папуа. Численность носителей языка оценивается примерно в 3000 человек.
Большинство из короваев не умеют читать и писать, что обуславливает потерю основ языка с 1970-х годов, когда племя впервые было исследовано голландцами, и племя получило доступ к более распространённым европейским языкам.
Язык короваи относится к авью-думутской семье языков Папуа.